# Aproaerema lerauti
Aproaerema lerauti é uma espécie de insetos lepidópteros, mais especificamente de traças, pertencente à família Gelechiidae.
A autoridade científica da espécie é Vives, tendo sido descrita no ano de 2001.
Trata-se de uma espécie presente no território português.